# Jakob Frederik Kinch
Jakob Frederik Kinch (23. maj 1817 i Vordingborg – 16. september 1888 i Ribe) var en dansk historiker og skolemand og far til Karl Frederik Kinch.
Kinch blev adjunkt ved Ribe Katedralskole i 1847, og overlærer 1858. Hans hovedværk er helliget den by, hvor han tilbragte over halvdelen af sit liv, Ribe Bys Historie og Beskrivelse (2 bind, 1869—84; går til begyndelsen af enevælden). Trods sin lidt besynderlige ordning er denne ypperlige bog et mønster for en dansk købstadhistorie, og den måde, hvorpå det righoldige stof, byens eget gamle arkiv ejede, er benyttet, giver den stor betydning for 16. og 17. århundredes almindelige kulturhistorie.
Ikke blot for Ribes, men også for Jyllands historie nærede Kinch en stor interesse. Han var således i 1865 medindbyder til stiftelsen af Det jydske historisk-topografiske Selskab, i hvis bestyrelse han sad, og i hvis "Samlinger" han har skrevet en mængde mindre afhandlinger. Desuden har han i "Aarbøger for nordisk Oldkyndighed og Historie" givet Bidrag til en Tekstkritik af de sidste syv Bøger af Saxes Danmarkshistorie (1874) og skrevet Om den danske Adels Udspring; fra Thinglid (1875).

## Politisk karriere
- 1858-61; Medlem af Rigsdagens Folketing [1]
- 1861-73; Medlem af Ribe byråd [1]
- 1879-85; Mellem af Ribes skolekommission [1]
- 1864-73 og 1880-88; Medlem af Ribe Amts Skoleråd [1]